# Heligmonevra fanovanensis
Heligmonevra fanovanensis är en tvåvingeart som först beskrevs av Stanley Willard Bromley 1942.  Heligmonevra fanovanensis ingår i släktet Heligmonevra och familjen rovflugor.
Artens utbredningsområde är Madagaskar. Inga underarter finns listade i Catalogue of Life.